# سيكوليون

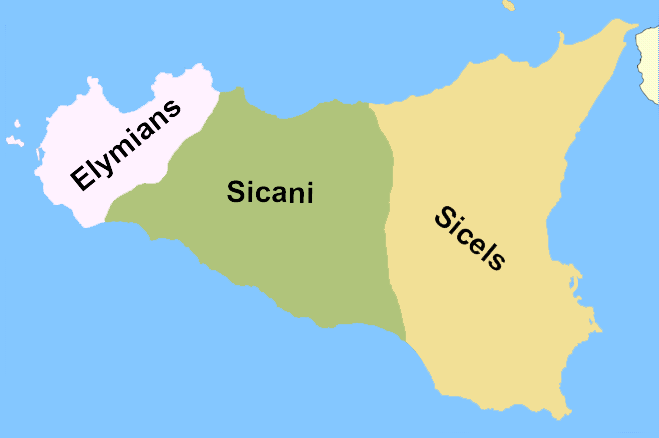

السيكولي (بالإيطالية: Siculi)‏، (بالإنجليزية: Sicels)‏، شعب إيطاليقي قديم من أصل أوروبي وأحد أهم ثلاث قبائل سكنت جزيرة صقلية قبل الاستعمار الإغريقي كما قسمهم المؤرخ الإغريقي ثوسيديدس، حيث أتت إلى صقلية 1400 سنة قبل الميلاد والتي سميت بهذا الاسم نسبة إليهم، وسرعان ما ذابو في الحضارة الإغريقية الوافدة.
تكلموا تكلموا لغة هند-أوروبية شاعت في شرق الجزيرة وجنوب إيطاليا في حين سكن الأجزاء الوسطى والغربية شعبي السيكان والإليميين الذين يعتقد أنهما لم يتكلما لغة هند-أوروبية.